# Queso manchego
El queso manchego es un queso español elaborado con leche de oveja de raza manchega y protegido por una denominación de origen en La Mancha. Tiene reconocida la DOP a nivel europeo por el Reglamento (CE) 1107/96 de la Comisión Europea y a nivel internacional por la Organización Mundial de la Propiedad Intelectual. En 2007 se ha propuesto modificar el pliego de condiciones de la denominación de origen. Generalmente hacen buen maridaje con los vinos de La Mancha.

## Zona geográfica
La superficie amparada por la denominación de origen «Queso Manchego» es de 4.419.763 hectáreas, en una serie de municipios que abarcan parte de las provincias de Albacete (21,66% de la comarca), Ciudad Real (33,16%), Cuenca (22,13%) y Toledo (23,05%), que constituyen la comarca de La Mancha.

## Historia
Desde tiempos muy remotos los habitantes de La Mancha se dedicaban al pastoreo y elaboración de queso, tal como hicieron todas las poblaciones primitivas. Prueba de ello son los restos de cuencos, vasijas perforadas, queseras y otros utensilios que se encuentran en los museos de las cuatro provincias manchegas.
El queso manchego aparece en algunas citas de documentos históricos y literarios, así, en El Quijote de Cervantes se vincula claramente el queso con La Mancha. En 1878, en la obra de Francisco Balaguer y Primo titulada Explotación y fabricación de las leches, mantecas y quesos de diferentes clases, en uno de sus capítulos dedicado a los «principales quesos españoles», se hace referencia en primer lugar al queso manchego. En 1892, en el Diccionario General de la cocina, Ángel Muro relaciona los quesos españoles de leche de oveja con el manchego. El mismo autor habla del queso manchego en El Practicón, tratado completo de cocina publicado en el año 1898. En 1909 el libro de Buenaventura Aragó titulado Fabricación de quesos y mantecas de todas clases, cita en una de sus páginas al queso manchego, apareciendo también en la Guía del buen comer español, de Dionisio Pérez, publicado en el año 1929.
Esta denominación fue reconocida con carácter provisional por la Orden de 2 de julio de 1982 del Ministerio de Agricultura, Pesca y Alimentación. Fue reconocida como DOP por el Reglamento (CE) n.º 1107/96 de la Comisión Europea. Actualmente (2007-2008) está en fase de modificación de algunos extremos del pliego de condiciones de la denominación de origen.

## Elaboración

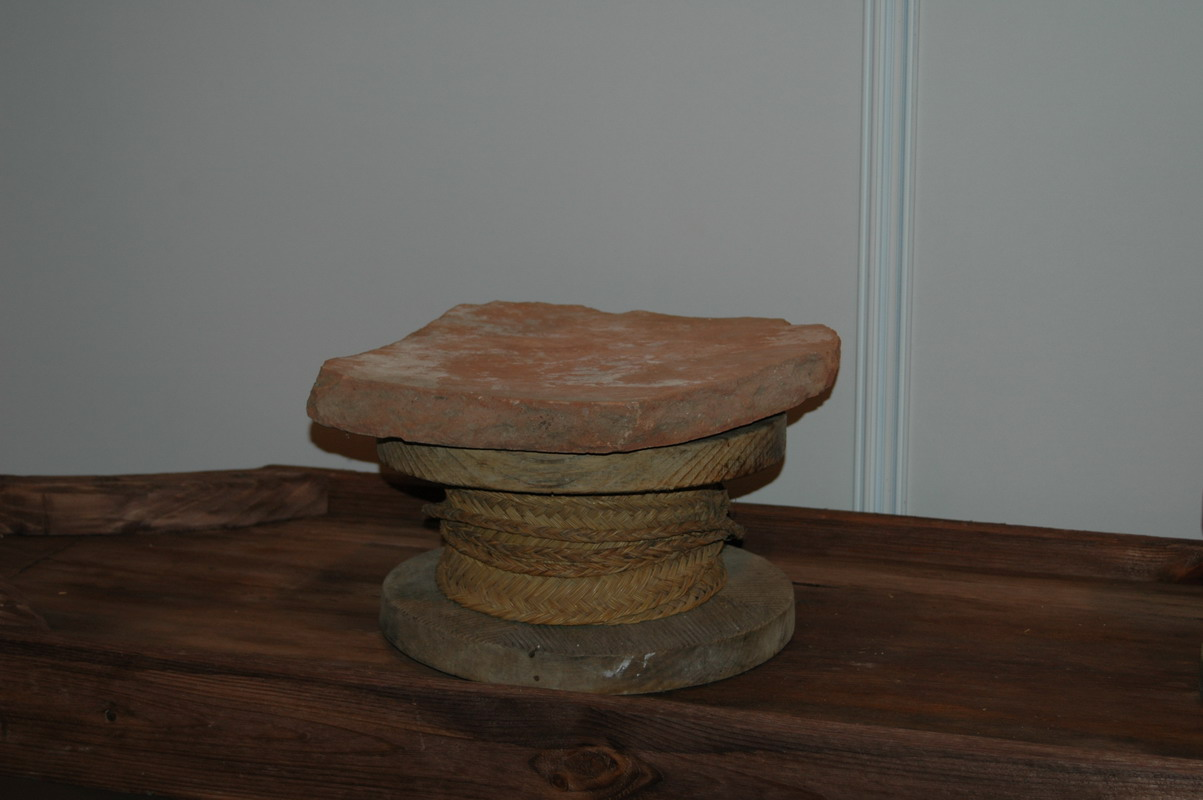
Prensado artesanal del queso en el que se ve cómo unas piedras «presionan» un cincho de esparto.

La leche para la elaboración de este queso debe proceder, exclusivamente, de oveja de raza manchega, oveja adaptada a la explotación del pastoreo en zonas áridas. Esta raza se explota en pastoreo a lo largo de todo el año, aprovechando los recursos naturales; en aprisco es ayudada con ración de concentrados, henos y subproductos. El proceso de elaboración del queso manchego se compone de las siguientes fases:
1. Ordeño y refrigeración de la leche. Se procede a extraer la leche de las ubres de las ovejas manchegas de forma manual o mecánica y previo filtrado, se deposita en tanques de refrigeración para bajar su temperatura hasta 4 °C.
2. Coagulación y corte de la cuajada. La leche se traslada a las cubas de cuajar, donde se coagula utilizando cuajo natural. Para este proceso, la leche se calienta a 30 °C y se mantiene a esta temperatura durante 45 minutos. La cuajada obtenida se somete a cortes sucesivos hasta conseguir pequeños granos similares a los de arroz.
3. Desuerado. Se agita la masa y se recalienta de forma paulatina hasta alcanzar 37 °C, con objeto de facilitar la eliminación de la parte líquida o suero.
4. Moldeado. La cuajada obtenida se introduce en moldes cilíndricos que disponen de relieves para imprimir en las caras planas del queso la «flor» y en la superficie lateral la pleita y ahí es prensado, para darle forma y eliminar el suero restante.
5. Identificación de la pieza con la placa de caseína, numerada y seriada, que identifica cada pieza individualmente.
6. Prensado. Una vez la cuajada en los moldes, se la somete a prensado para facilitar la eliminación del suero del interior de la masa.
7. Volteado. Tras un período en prensa se extrae la cuaja del molde, e invirtiendo la posición de las caras planas del cilindro se vuelve a introducir en el mismo para someterla a un nuevo proceso de prensado.
8. Salado. El proceso siguiente es la salazón por inmersión en salmuera. Se utiliza el cloruro sódico (sal común) y la duración oscila entre 24 y 48 horas.
9. Secado y maduración. Las piezas permanecen en lugares con la humedad adecuada para eliminar el exceso de agua. A continuación se introducen en cámaras, con temperatura y humedad controladas, para facilitar la correcta maduración del queso.

La maduración de los quesos tiene una duración no inferior a 30 días para quesos inferiores a 1,5 kg y 60 días para pesos superiores, contados a partir de la fecha del moldeado, aplicándose durante este período las prácticas de volteo y limpieza necesarias hasta que el queso alcanza sus características peculiares.

## Características

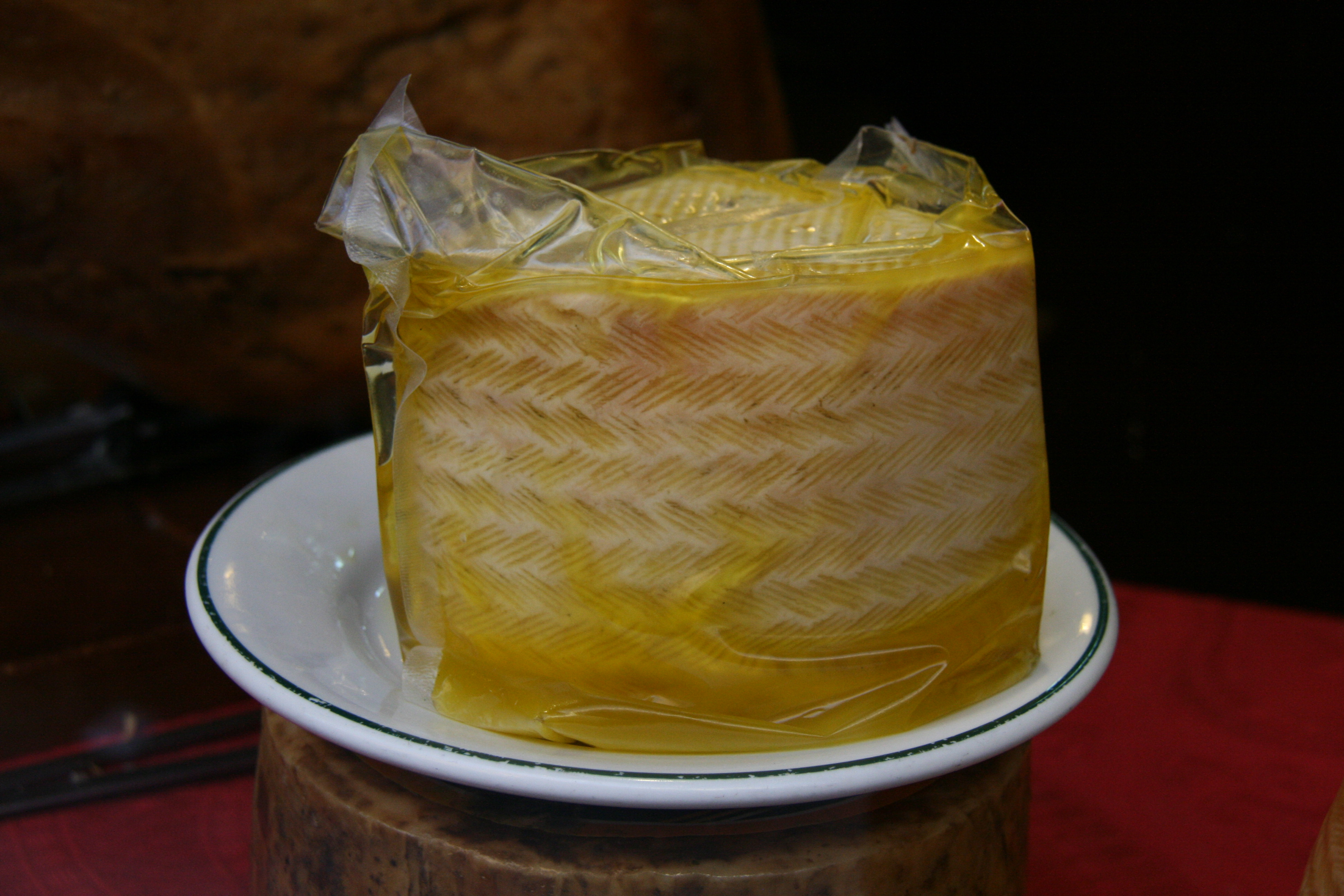
Queso manchego en una forma moderna de envasado al vacío, con aceite.

Es un queso de pasta prensada elaborado con leche de oveja de la raza manchega, con una maduración mínima de 30 días, para quesos con peso igual o inferior a 1,5 kg y de 60 días, para el resto de formatos, y máxima de 2 años.
Tiene forma de cilindro con caras sensiblemente planas, de una altura máxima de 12 cm, y diámetro máximo de 22 cm. Cada pieza pesará como mínimo 400 g, y como máximo, 4 kg. El extracto seco es de un mínimo de 55%, mientras que la materia grasa es de un mínimo del 50% sobre extracto seco, siendo la proteína total, nuevamente sobre extracto seco, de un mínimo de 30%.
En cuanto a las características organolépticas, cabe señalar que su corteza es dura, de color amarillo pálido o verdoso-negruzco, debiendo observarse la presencia de las impresiones de los moldes «tipo pleitas» en la superficie lateral y «tipo flor» en las caras planas. La pasta que forma el queso debe tener un aspecto homogéneo, de color variable desde el blanco hasta el marfil-amarillento. El corte debe presentar ojos pequeños y desigualmente repartidos por toda la superficie, pudiendo, en ocasiones carecer de ellos. La textura es de elasticidad baja, con sensación mantecosa y algo harinosa, que puede ser granulosa en los muy maduros. Desprende olor láctico, acidificado intenso y persistente que evoluciona a matices picantes en los más curados con persistencia global larga. En cuanto al sabor, es ligeramente ácido, fuerte y sabroso que se transforma en picante en quesos muy curados. Gusto residual agradable y peculiar que le confiere la leche de oveja manchega.
La corteza encerada debe llevar grabado en el lateral el típico zigzag del antiguo cincho de esparto; el color de la cera denota la edad del queso. La pasta debe ser marfil, con ojos pequeños e irregulares. La complejidad de su sabor depende de la curación, pero debe evocar las nueces de Brasil y el caramelo quemado, con regusto ligeramente salado, mientras que el aroma debe recordar la lanolina y el cordero asado.
En las etiquetas figurará obligatoriamente la mención «Denominación de Origen "Queso Manchego"». En el caso de que el queso esté elaborado con leche cruda (no pasteurizada) podrá hacer constar esta circunstancia en el etiquetado con la leyenda «Artesano». El producto destinado al consumo irá provisto de contraetiquetas numeradas y expedidas por el Consejo Regulador, que serán colocadas en la industria inscrita y siempre de forma que no permita una nueva utilización de las mismas, además, cada pieza de queso manchego en una de sus caras llevará una placa de caseína numerada y seriada que se coloca en la fase de moldeo y prensado de las piezas.

## Gastronomía
El queso manchego puede incluirse en una tabla de quesos, formar parte de ensaladas, en tapas o acompañado con membrillo o frutos secos. El viejo se usa para rallar, o cortado en cubitos, cubierto de huevo batido y pan molido y después frito. Marida bien con vino tinto o un vino propio de la misma región, como el Denominación de Origen La Mancha. Es el queso español más famoso y comercializado fuera de España. 

## México
Existe en México un queso de leche de vaca que se llama también manchego a pesar de la denominación de origen en España.